# Wollmar Boström
Wollmar Filip Boström (Överselö, Strängnäs, Södermanland, Suècia, 15 de juny de 1878 − Estocolm, 7 de novembre de 1956) fou un tennista i diplomàtic suec, guanyador d'una medalla de bronze olímpica.
Va competir en els Jocs Olímpics d'Estiu de 1908 celebrats a Londres (Regne Unit) i en els Jocs Olímpics d'Estiu de 1912 celebrats a Estocolm (Suècia), però només pogué aconseguir una medalla en els primers, concretament en la prova de dobles masculins interior junt al seu compatriota Gunnar Setterwall.
Entre els anys 1925 i 1945 fou el representant suec a Washington DC, era el fill del governador del Comtat de Södermanland i el nebot del Primer Ministre de Suècia Erik Gustaf Boström.

## Jocs Olímpics

### Dobles
| Any  | Campionat                                     | Parella           | Oponents                      | Resultat                |
| ---- | --------------------------------------------- | ----------------- | ----------------------------- | ----------------------- |
| 1908 | Jocs Olímpics, Londres, Regne Unit (interior) | Gunnar Setterwall | Josiah Ritchie Lionel Escombe | 4−6, 6−3, 1−6, 6−0, 6−3 |